# Ercília Costa
Ercília Botelho Farinha Costa, conhecida por Ercília Costa (Costa da Caparica, 3 de agosto de 1902 - Algés, 16 de novembro de 1985) foi uma atriz de revista, compositora e fadista portuguesa.

## Biografia
Foi a primeira fadista portuguesa de projeção internacional. Popular na primeira metade do século XX, tempos em que recebeu as alcunhas de "Sereia peregrina do Fado", "Santa do Fado" e "Toutinegra do Fado", o seu nome é hoje pouco recordado, visto que as gravações discográficas que realizou são anteriores à década de 1950, altura em que o disco gravado começou a popularizar-se em solo luso.
Nasceu filha de pescadores, ou não tivesse nascido numa zona cuja economia se baseava principalmente na pesca, o que indica logo à partida um meio pobre, onde o Fado servia de regozijo para muitos. Quase por acaso, tornou-se fadista ao se apresentar no Conservatório de Lisboa, devido a um anúncio de jornal, que anunciava a procura de cantores para uma récita no Teatro de São Carlos. Escolhida para o elenco, acabou por não levar a cabo a representação.
Regressou à margem-sul do Tejo. Eugénio Salvador, ator que com ela se havia cruzado no Conservatório, convida-a para o teatro, lembrado da voz que escutara naquele dia e assim entra Ercília ainda adolescente para a companhia do Teatro Maria Vitória. Embora estreando como atriz de revista, e tendo atuado com vedetas como Luísa Satanella ou Beatriz Costa, foi como fadista que mais se destacou. Cantava em direto também na rádio CT1A, uma das primeiros rádios portuguesas. Teve uma produção discográfica bastante intensa.
Atuou nos mais populares retiros e casas de fado da época. Realizou sucessivas digressões, entre elas, uma em França, em 1937, e nos Estados Unidos da América em 1939 e 1947, e ainda no Brasil. Participou em alguns filmes e foi também compositora de alguns dos seus êxitos, incluindo Fado da mocidade ou O filho ceguinho (também conhecido como o Menor da Ercília). Foi acompanhada por guitarristas como Armandinho ou Raul Nery, conceituados na sua geração e dois dos virtuosos históricos da guitarra portuguesa.
Após a sua participação no filme Madragoa retira-se da vida artística para se dedicar ao casamento, projeto que manteve até à sua morte em 1985, aos 83 anos.